# Un cow-boy à Paris
Un cow-boy à Paris est la cent vingt-deuxième histoire de la série Lucky Luke. Écrite par Jul, dessinée par Achdé et mise en couleur par Mel, elle est publiée pour la première fois en album le 2 novembre 2018 dans la collection Les Aventures de Lucky Luke d'après Morris, no 8. Grand succès de librairie, elle est selon le rapport de Livres Hebdo la meilleure vente de bandes dessinées pour l'année 2018, et la 8e meilleure vente tous livres confondus.

## Résumé
Sur la route de la prison — où il ramène les Dalton, qu'une nouvelle fois il vient de capturer —, Lucky Luke libère un homme fait prisonnier par les Indiens, alors qu'il transportait une énorme sculpture en cuivre représentant une main tenant une torche. 
L'homme s'avère être Auguste Bartholdi, sculpteur français, en pleine tournée aux États-Unis pour achever le financement de son projet de statue La Liberté éclairant le monde, qu'il a l'intention de faire construire sur un îlot en face de la ville de New York. Après avoir dissipé le malentendu avec les Indiens, Bartholdi rencontre un grand succès auprès d'eux en leur faisant visiter la main géante. 
Lucky Luke poursuit son chemin jusqu'au pénitencier de Cross Junction, où Jolly Jumper et lui doivent se plier à des normes de sécurité inédites. Le directeur, Abraham Locker, accueille Luke et lui confie son grand projet de pénitencier qu'il a lui aussi l'intention de faire bâtir sur l'îlot faisant face à New York. Locker est excédé d'apprendre la présence de Bartholdi dans la région. 
En sortant du pénitencier, Luke croise une nouvelle fois Bartholdi, qui a été roulé dans le goudron et les plumes par les clients d'un saloon à Riverbank. Après avoir donné une leçon aux coupables, Luke accepte d'escorter Bartholdi le temps de sa tournée. Bartholdi organise un grand gala au saloon de Riverbank pour continuer à financer la statue. Un saboteur envoyé par Locker est repéré à temps par Luke, mais il apparaît clairement que le projet a des ennemis déterminés. 
Après un accueil réussi à Abilène, Luke et Bartholdi déjouent une nouvelle tentative de sabotage pendant la nuit. La tournée se poursuit sans autre incident jusqu'à Washington où le vice-président reçoit les deux hommes... et demande officiellement à Lucky Luke d'accompagner la statue jusqu'à Paris. Luke, qui n'a jamais quitté le continent américain, accepte à contrecœur. 
La nuit qui précède l'embarquement, les caisses contenant la statue, laissées en vue sur le quai, sont réduites en cendres par un incendie criminel. Mais le vice-président inspecte les dégâts avec sérénité : le véritable chargement est déjà parti la veille, pour déjouer ce genre de sabotage.
Lucky Luke et Jolly Jumper traversent l'Atlantique à bord d'un bateau à vapeur de croisière où tous les trois ont droit à une cabine de luxe. Cela n'allège qu'en partie l'inconfort du cow-boy qui a le mal de mer. Enfin débarqué à Rouen, le cortège prend le train pour la Normandie, où Lucky Luke discute avec un docteur nommé Charles Bovary et son épouse Emma. 
Le cow-boy et son cheval, arrivés à la gare Saint-Lazare, découvrent Paris et logent dans un hôtel de luxe qui les déroute un peu. Lucky Luke rencontre les ouvriers de Bartholdi ainsi que son ami ingénieur, Gustave Eiffel, et la présidente de l'Association pour l'amitié franco-américaine. Bartholdi fait visiter la ville à son hôte : l'opéra Garnier, les peintres impressionnistes, la Sorbonne, les restaurants, Notre-Dame de Paris, les troquets à absinthe (où ils croisent Paul Verlaine et Arthur Rimbaud) et les cafés aux serveurs désagréables. 
Alors qu'il se repose à une terrasse de café, Luke se fait lire les lignes de la main par une vendeuse de bouquets qui l'informe d'un funeste présage. Il part aussitôt retrouver la statue mais arrive trop tard : le nez de celle-ci a été dynamité. Luke repère le saboteur qui s'enfuit à cheval : une course-poursuite s'engage alors en plein Paris, pour s'achever sans succès sur l'hippodrome de Longchamp. Fort heureusement, Bartholdi et ses ouvriers ont juste assez de cuivre et de temps pour réparer les dégâts. 
La nuit suivante, Lucky Luke est réveillé par un Bartholdi fébrile : le fameux écrivain Victor Hugo vient visiter la statue ! Hugo repère un petit personnage au sommet de la couronne de la Liberté : c’est un saboteur, et Luke se lance derechef à sa poursuite en escaladant la statue. Acculé sur le bras qui tient la torche, le saboteur fait une chute périlleuse mais son atterrissage est un peu adouci par Jolly Jumper. Il porte sur lui des documents prouvant qu'il a été engagé par Locker.
La statue, intacte, peut enfin prendre la mer pour les États-Unis. La traversée du retour s'effectue sans incident particulier. De retour à Cross Junction, Lucky Luke fait irruption dans le bureau de Locker et l'avertit de ne plus jamais saboter la statue, sans quoi il l'enverra en prison. Quelques mois plus tard à New York, la statue de la Liberté est inaugurée sans encombre. Lucky Luke fait ses adieux à Bartholdi et reprend sa route de cow-boy solitaire, tandis que Locker finit quelque temps plus tard à Alcatraz.

## Clins d'œil et caricatures